# آب‌انبار عطایی
آب‌انبار عطایی، آب‌انباری است مربوط به دوره اشکانیان که در روستای بیدسکان از توابع دهستان باغستان بخش مرکزی شهرستان فردوس واقع شده‌است. این اثر در تاریخ ۱۵ دی ۱۳۸۷ با شمارهٔ ثبت ۲۴۳۷۷ به‌عنوان یکی از آثار ملی ایران به ثبت رسیده است.